# Palác Lažanských (Karmelitská)
Palác Lažanských v Karmelitské ulici je klasicistní budova v Karmelitské ulici č. 377 na Malé Straně v Praze 1. V budově sídlí Okresní soud pro Prahu-západ. V roce byla 1964 zapsána na seznam nemovitých kulturních památek.

## Historie

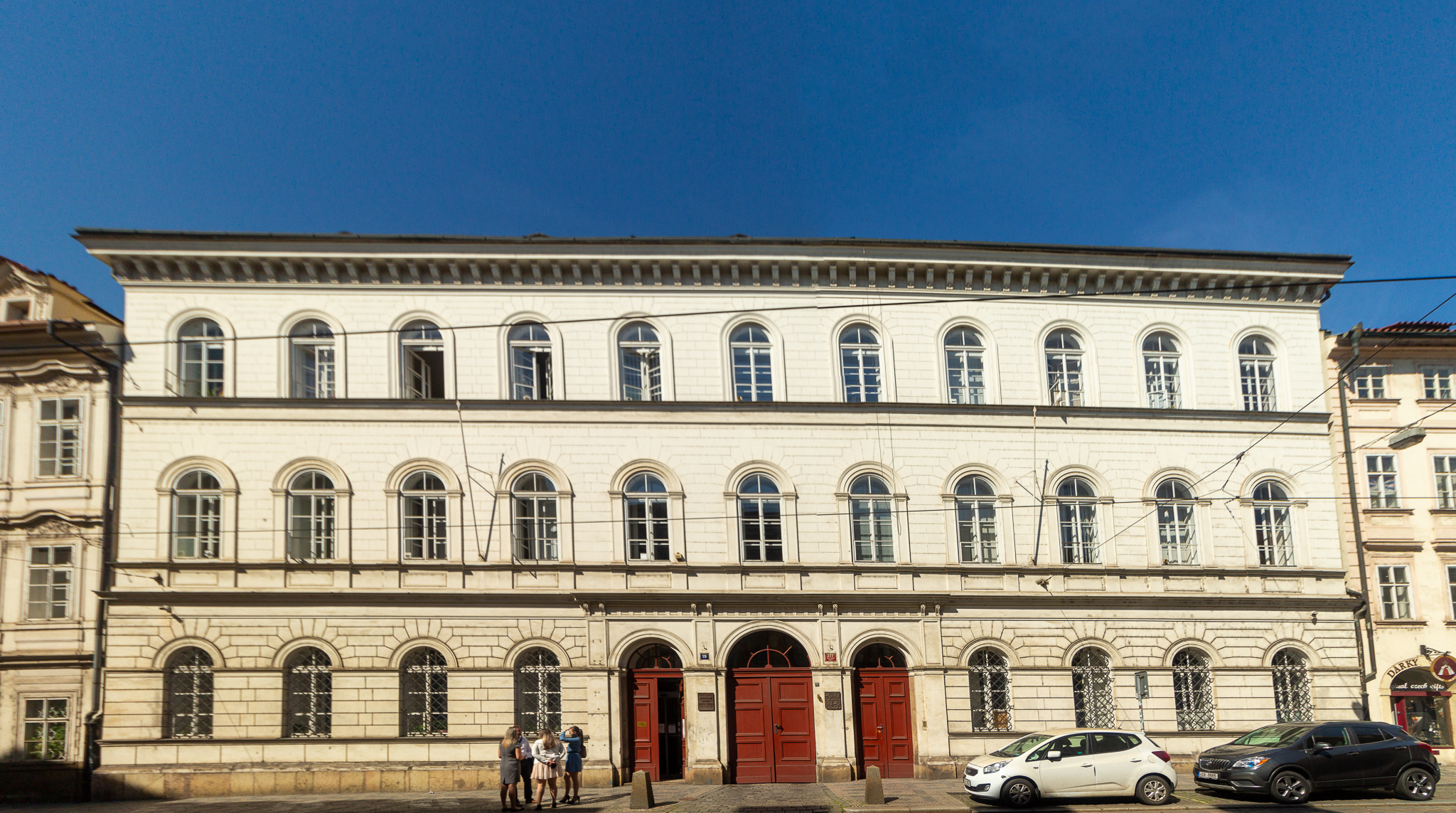
Průčelí paláce

Dvoupatrový palác s pravidelným nádvořím vznikl propojením čtyř původně samostatných renesančních měšťanských domů. Po velikém požáru jej v letech 1687–1688 Karel Maxmilián Lažanský musel nechat znovu vystavět.
V roce 1747 zde sídlilo Conservatorium, dívčí vychovávací ústav s kaplí P. Marie Bolestné na nádvoří. Po roce 1784 budova sloužila gymnáziu s botanickou zahradou a později také dívčí industriální škole.
V průběhu dalších desetiletí byl objekt mnohokrát přestavován pro administrativní účely, zachoval si ale řadu klasicistních i barokních prvků.
Půlkruhová okna a portály připomínají toskánské paláce, přízemí je bosováno, patra člení římsy a vstupní portál zdobí pilastry a za ním se nachází trojlodní vestibul se čtyřmi kanelovanými sloupy. Nika v pravém křídle obsahuje rokokovou sochu sv. Jana Nepomuckého.